# 童夢・F103
童夢 F103は、全日本F3000に出場するために開発された、童夢オリジナルのフォーミュラカーである。設計はチーフデザイナーの奥明栄。

## 概要
F102の正常進化を目指し、特に空力特性改善を目的に開発された。L/D向上は勿論の事、特にピッチング時のD/F変化を抑え、姿勢変化による感度を下げ安定したダウンフォース獲得を目標とし、25％風洞を用いて開発された。1992年の全日本F3000選手権には、8号車に松本恵二、20号車にはマルコ・アピチェラが乗り、オートポリスで行われた第5戦でアピチェラが優勝を果たした。1993年には改良型「F103i」が導入され、8号車にアピチェラ、88号車にはエマニュエル・ナスペッティ→中谷明彦が乗り、スポーツランドSUGOで行われた第6戦でアピチェラが優勝を飾っている。。

## 主要諸元[1]
- 全長：4,238 mm
- 全幅：1,995 mm
- 全高：970 mm
- ホイールベース：2,737 mm
- トレッド(前)：1,714.5 mm
- トレッド(後)：1,585 mm
- ブレーキ(前)：NISSIN 製6(4)ポット
- ブレーキ(後)：NISSIN 製4ポット
- 重量：540kg